# Artes mechanicae

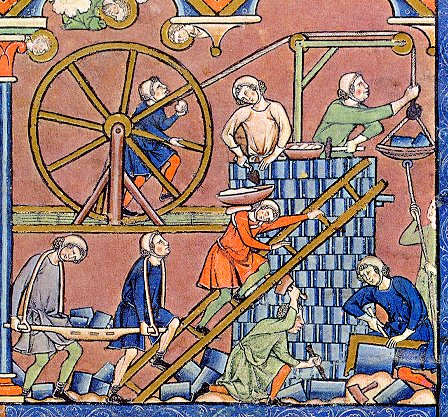
Pozdně středověké stavitelství na miniatuře z Křižácké bible, cca 1250

Artes mechanicae „,mechanická umění“ je středověký koncept skupiny lidských činností, manuálních či řemeslných, sloužících základním potřebám člověka. Výraz počal být běžný koncem 12. století. Artes mechanicae jsou protějškem sedmi svobodných umění a proto se o nich někdy mluvilo jako o „ne-svobodných umění“.
Koncept sedmi mechanických umění vychází ze spisu Annotationes in Marcianum Jana Scota z 9. století, kde jsou postaveny vedle sedmi svobodných umění, ale nejsou vyjmenovány. Na Scotu navázal Hugo ze Svatého Viktora, francouzský teolog působící ve 12. století, který rozdělil veškeré vědění na čtyři oddíly: teoretický, praktický, mechanický a logický. Mechanický oddíl pak rozdělil na sedm oborů:
- lanificia, zpracování vlny či textilní výroba
- armatura, zbrojířství či strojnictví
- agricultura, zemědělství
- navigatio, námořní doprava
- venatio, lovectví
- medicina, lékařství
- theatrica neboli scientia ludorum „nauka o hrách“

Zároveň pak mechanická umění rozdělil na tři externí, ochraňující lidskou bytost před vnějšími škodami, zahrnující lanificia, armatura a navigatio, a na zbývající čtyři interní, které člověka živí a posilují. Z ostatních oddílů teorie zahrnuje teologii, fyziku a matematiku, praxe politiku, etiku a ekonomiku, a logika gramatiku, dialektiku a rétoriku.
V jiných výčtech mechanických umění se objevují změny. Například kardinál Robert Kilwardby ve 13. století vynechává theatricu, kterou považuje za nevhodnou pro křesťany, hudbu z ní přesouvá pod medicínu a vzniklé místo zaplnil architekturou, kterou oddělil od armatury. V třeboňském kodexu Formulare z počátku 15. století se namísto mechanických umění hovoří o artes corpolares „tělesných umění“, která jsou dělena na triviales (agricultura, venatio, medicina) a quadruviales (theatrica, lanificia, armatura, navigatio)